# Татанашвили, Димитри
Дими́три Татанашви́ли (груз. დიმიტრი ტატანაშვილი; род. 19 октября 1983, Тбилиси) — грузинский футболист, нападающий. Выступал за сборную Грузии.

## Игровая карьера
Воспитанник ФК «Олимпик» Тбилиси. В этой же команде дебютировал во взрослом футболе. В чемпионате Грузии играл в командах «Спартак-Цхинвали», «Амери» (Тбилиси), «Динамо» (Тбилиси), «Металлург» (Рустави), «Чихура» (Сачхере), «Зестафони», «Динамо» (Батуми), «Сиони» (Болниси), «Сабуртало» (Тбилиси), «Телави», «Шукура» (Кобулети) и другие. Неоднократный победитель и призёр чемпионата, обладатель Кубка и Суперкубка Грузии. Участник матчей Лиги Европы (14 игр и 6 голов). Всего в высшей лиге Грузии сыграл 316 матчей и забил 116 голов. Шесть раз в карьере достигал отметки в 10 голов за сезон в высшей лиге.
С 2008 по 2010 годы играл в Чехии в командах «Виктория» (Пльзень) и «Кладно». В 2010 году играл на Украине за «Металлург» (Запорожье).
12 сентября 2007 дебютировал в сборной Грузии в товарищеском матче с Азербайджаном (1:1) и в этой же игре забил свой первый гол. Всего за сборную провёл 2 матча, забил 1 гол.

## Достижения
- Чемпион Грузии: 2012/13, 2018
- Серебряный призёр чемпионата Грузии: 2010/11, 2011/12, 2013/14, 2014/15, 2016
- Обладатель Кубка Грузии: 2005/06, 2006/07, 2012/13, 2017
- Финалист Кубка Грузии: 2007/08, 2015/16
- Обладатель Суперкубка Грузии: 2006/07, 2007/08, 2013/14